# Limnophila pilosipennis
Limnophila pilosipennis är en tvåvingeart som beskrevs av Alexander 1922. Limnophila pilosipennis ingår i släktet Limnophila och familjen småharkrankar. Inga underarter finns listade i Catalogue of Life.